# McCulloch-Pitts-Zelle

Diagramm einer McCulloch-Pitts-Zelle nach Minsky

Simulation von AND-, OR- und NOT-Gattern durch McCulloch-Pitts-Zellen

Eine McCulloch-Pitts-Zelle oder McCulloch-Pitts-Neuron ist ein von Warren McCulloch und Walter Pitts im Jahr 1943 vorgeschlagenes Neuronenmodell. Beide wollten ein vereinfachtes Modell realer Vorgänge in neuronalen Strukturen entwerfen, um zu klären, ob das Gehirn die Turing-berechenbaren Funktionen wirklich berechnen kann.
Das McCulloch-Pitts-Neuronenmodell ist das einfachste Neuronenmodell der Neuroinformatik überhaupt. Künstliche neuronale Netze aus McCulloch-Pitts-Zellen können ausschließlich binäre Signale verwenden. Jedes einzelne Neuron kann als Ausgabe nur eine 1 oder 0 erzeugen. Analog zu biologischen neuronalen Netzen können hemmende Signale bearbeitet werden. Jede McCulloch-Pitts-Zelle besitzt eine beliebige reelle Zahl als Schwellenwert.
Eine McCulloch-Pitts-Zelle mit {\displaystyle n} erregenden Eingangsleitungen, an denen die Signale {\displaystyle x_{1},...,x_{n}} anliegen, und {\displaystyle m} hemmenden Eingangsleitungen, an denen die Signale {\displaystyle y_{1},...,y_{m}} anliegen, berechnet Folgendes:
Gilt {\displaystyle m\geq 1} und ist eines der Signale {\displaystyle y_{1},...,y_{m}} gleich 1, gibt das Neuron eine 0 aus. Sonst werden die Eingangssignale {\displaystyle x_{1},...,x_{n}} zur Summe {\displaystyle x} aufaddiert. Für {\displaystyle n=0} wird {\displaystyle x=0} gesetzt. Die Summe {\displaystyle x} wird mit der Schwelle {\displaystyle \theta } verglichen. Ist die Summe der Erregungen größer oder gleich {\displaystyle \theta } gibt das Neuron 1, ansonsten 0 zurück.
Das heißt, dass McCulloch-Pitts-Zellen durch eine einzige hemmende (inhibitorische) Leitung inaktiviert werden können. Ein analoges Verhalten gibt es auch bei einigen biologischen Neuronen.
Ein gerichteter Graph solcher McCulloch-Pitts-Gatter heißt McCulloch-Pitts-Netz. Falls der Graph keine Zyklen enthält, wird das Netz vorwärtsgerichtet genannt, enthält er hingegen Zyklen, heißt er rekursiv (siehe rekurrentes neuronales Netz). Durch McCulloch-Pitts-Netze lassen sich sowohl Und-, Oder- als auch Nicht-Gatter simulieren. Sie bilden also eine vollständige Basis der booleschen Algebra.
Das McCulloch-Pitts-Neuron ist als elektronisches Bauteil viel mächtiger als Und- oder Oder-Gatter.
Mit ihm als Bauteil lassen sich sehr effiziente elektrische Schaltungen, das heißt mit einem geringeren Verbrauch an Bauteilen und Leitungen als mit konventionellen Gattern, realisieren.
Aus diesem Grund werden McCulloch-Pitts-Zellen unter der Bezeichnung Schwellenwertelemente auch heute in der Elektrotechnik eingesetzt und erforscht.